# 八雲通
八雲通（やぐもどおり）は、神戸市中央区の町名の一つで、区の東部、生田川左岸の住宅・商業地域。一～六丁目がある。

## 地理
八雲通の領域は生田川に架かる旭橋と八雲橋から東に延びた道路に挟まれ、北西端でJR東海道本線（および並走する阪急神戸本線）に接した西南西－東北東方向に細長い長方形状をしており、東から順に一～六丁目に分かれている。
地域内には住宅地と商業地とがあり、一丁目に春日野道商店街、葺合保育所、市営八雲第二住宅（神戸市立八雲児童館・春日野地域福祉センター）が、二丁目に真宗仏光寺派恵光寺・めぐみ愛児園、三丁目に市営八雲住宅が、四丁目と五丁目に挟まれて大安亭市場が、六丁目に浄土真宗本願寺派の常念寺・光輪寺、東神戸診療所、生田川公園がある。
東は筒井町、南は日暮通、西は生田川を挟んで旭通、北は東雲通がそれぞれ隣接している。

## 歴史
明治34年（1901年）、周辺の耕地整理が完成した時に神戸市葺合町の一部から成立した。当初は「葺合」を冠称した葺合八雲通（ふきあいやぐもどおり）だった。区制施行により昭和6年（1931年）に神戸市葺合区の町名となった時に八雲通となり、葺合区が生田区と合併した昭和55年（1980年）からは神戸市中央区の町名となった。
地名の由来は『西摂大観』によれば未詳だが、『葺合懐古三千年史』によれば近くにある中村八幡宮と北側の東雲通から1文字ずつ組み合わせたとある。これに対して『神戸の町名』では古歌にある「八雲起つ」からの命名だろうとしている。
明治38年（1871年）、阪神電気鉄道が開通。
大正9年（1920年）、三丁目に八雲尋常小学校が開校。大正15年（1926年）に女子を対象とした高等小学校となる。同年、同校舎内に神戸市立葺合女子技芸学校が移転し、昭和8年（1933年）に神戸市立女子技芸学校と改称し、昭和15年（1940年）に小野柄通一丁目に移転した。高等小学校の方は昭和22年（1947年）に廃校となった。 この一帯は、かつて新川スラムと呼ばれるスラム街であった。

## 統計
- 平成22年（2010年）の世帯数1,052・人口1,771[1]。
- 昭和55年（1980年）の世帯数832・人口2,041[3]。
- 昭和35年（1960年）の世帯数937・人口3,576[4]。
- 大正9年（1920年）の世帯数883・人口3,881[4]。